# Glenea discofasciata
Glenea discofasciata là một loài bọ cánh cứng trong họ Cerambycidae.